# Juazeirinho
Juazeirinho est une ville brésilienne du centre de l'État de la Paraíba.
Sa population était estimée à 15 899 habitants en 2007. La municipalité s'étend sur 468 km2.